# Davidovica
Davidovica (cyr. Давидовица) – wieś w Serbii, w okręgu morawickim, w gminie Gornji Milanovac. W 2011 roku liczyła 54 mieszkańców.